# Delta III

O Delta III.

O Delta III, era um veículo de lançamento descartável fabricado pela Boeing. O primeiro lançamento Delta III foi em 26 de agosto de 1998. De seus três voos, os dois primeiros foram falhas e o terceiro, embora declarado bem-sucedido, atingiu o limite inferior de sua órbita alvo e carregava apenas um manequim (inerte) como carga útil. O Delta III poderia carregar até 8 400 libras (3 800 quilogramas) para a órbita de transferência geoestacionária, o dobro da carga útil de seu antecessor, o Delta II. Sob o sistema de designação de quatro dígitos dos foguetes Delta anteriores, o Delta III é classificado como Delta 8930. 

## Descrição

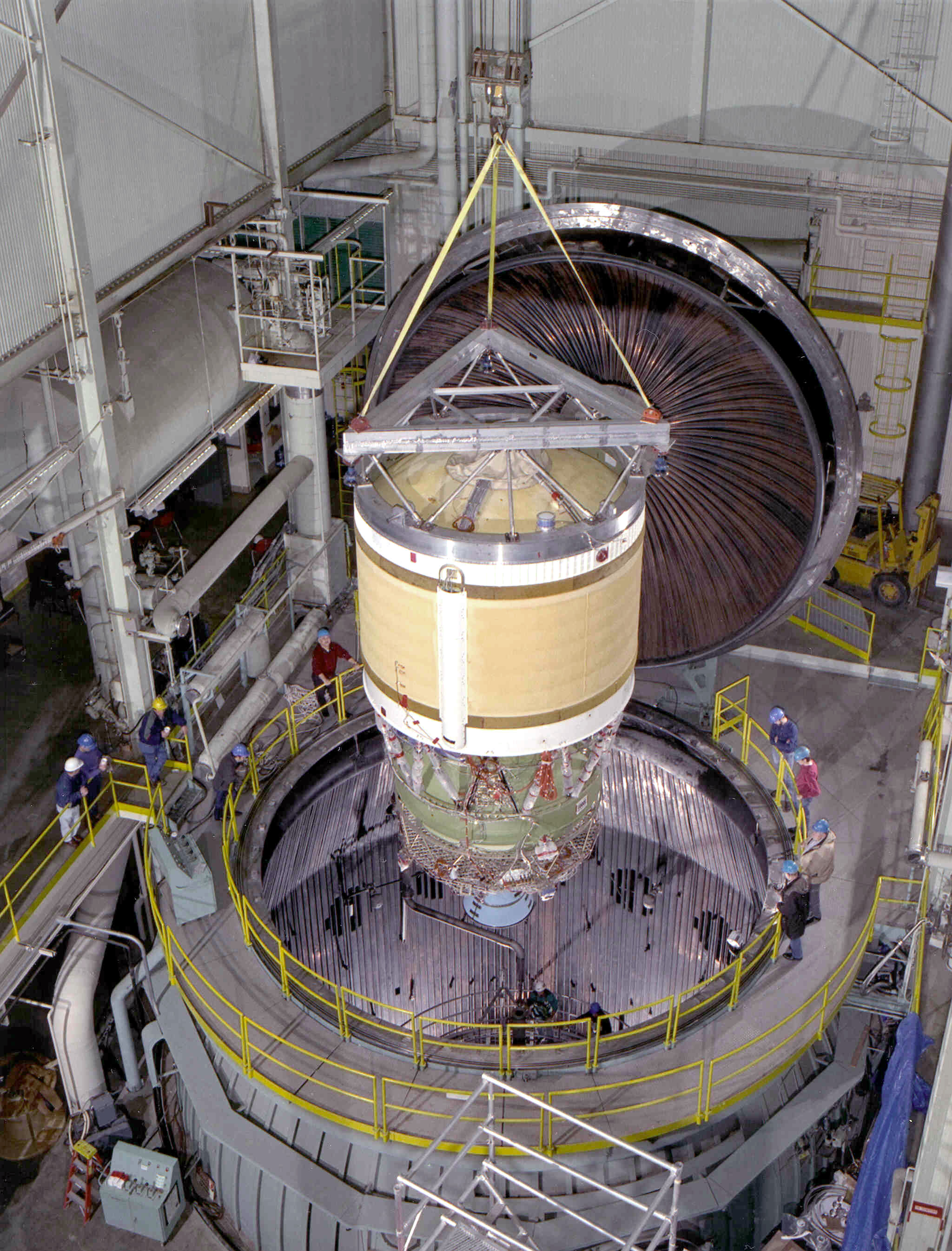
Delta III - DCSS upper stage - passando por testes na Plum Brook Field Station em janeiro de 1998

Como o Delta II, o primeiro estágio do Delta III queimava querosene e oxigênio líquido e era movido por um motor principal Rocketdyne RS-27A com dois motores vernier para controle de rotação. Enquanto a carga de propelente e a massa bruta do estágio eram quase idênticas às do Delta II, o diâmetro do tanque de querosene foi aumentado de 2,4 metros para 4 metros. Isso reduziu o comprimento total do veículo e permitiu ao Delta III usar as mesmas instalações de lançamento do Delta II, com apenas pequenas modificações. impulso do primeiro estágio foi aumentado em nove GEM-46 impulsionadores de foguetes sólidos, às vezes chamados de GEM LDXL (Large Diameter Extended Length). Eles tinham 14,7 metros de comprimento, 1,2 m (46 polegadas) de diâmetro e uma massa de 19 toneladas métricas cada, cerca de 6 toneladas métricas a mais do que os motores GEM-40 padrão do Delta II. Seis foram acesos na plataforma de lançamento, enquanto os três restantes foram acesos pouco antes da queima e separação dos propulsores iluminados pelo solo. Para manter a autoridade de direção, três dos propulsores tinham bicos de vetorização. Boosters GEM-46 mais tarde seriam usados no Delta II, levando ao Delta II Heavy.
O segundo estágio do Delta III foi o recém-desenvolvido Delta Cryogenic Second Stage (DCSS), que queimava hidrogênio líquido e oxigênio líquido. O tanque de hidrogênio líquido tinha 4 metros de diâmetro, enquanto o tanque de oxigênio líquido separado tinha 2,4 metros de diâmetro. Este estágio ofereceu um desempenho significativamente melhor do que o segundo estágio do Delta II, o Delta-K, que queima propelentes hipergólicos. O DCSS era movido por um motor Pratt & Whitney RL10B-2, derivado do RL10 que alimentava o estágio superior do Centaur, mas apresentando atuadores eletromecânicos para controle do gimbal e um bico extensor para maior impulso específico. Após a aposentadoria do Delta III, este estágio foi modificado para ser usado como o segundo estágio do Delta IV. A carenagem de carga útil era um novo projeto composto, combinando com o tanque de hidrogênio do estágio superior com 4 metros de diâmetro e permitindo cargas úteis maiores do que a carenagem de 9,5 ou 10 pés do Delta II. A carga útil para GTO (órbita de transferência geoestacionária) foi dobrada em relação ao Delta II, mas as falhas consecutivas dos Delta IIIs iniciais, combinadas com o programa Delta IV mais avançado e o sucesso contínuo do Delta II, deixaram o Delta III como um interino veículo.

## Lançamentos
| Número do vôo | Data / hora ( UTC ) | Configuração de foguete | Local de lançamento | Carga útil | Massa de carga útil              | Órbita | Cliente                        | Resultado do lançamento |
| ------------- | --- | ----------------------- | ------------------- | ---------- | -------------------------------- | ------ | ------------------------------ | ----------------------- |
| 1             | 27 de agosto de 1998 01:17 | Delta III 8930          | CCAFS SLC-17B       | Galaxy 10  | 1 543 libras (700 quilogramas)   | GTO    | PanAmSat / Intelsat            | Fracasso                |
| 1             | Voo inaugural do Delta III 8930, destruído por segurança de alcance após problemas de controle e esgotamento do fluido hidráulico, satélite de comunicações. |                         |                     |            |                                  |        |                                |                         |
| 2             | 5 de maio de 1999 01:00 | Delta III 8930          | CCAFS SLC-17B       | Orion 3    | 9 480 libras (4 300 quilogramas) | GTO    | Loral                          | Fracasso                |
| 2             | Falha do motor do segundo estágio. Carga útil colocada em LEO, satélite de comunicações.                                                                     |                         |                     |            |                                  |        |                                |                         |
| 3             | 23 de agosto de 2000 11h05 | Delta III 8930          | CCAFS SLC-17B       | DM-F3      | 9 663 libras (4 383 quilogramas) | GTO    | Força aérea dos Estados Unidos | Falha parcial           |
| 3             | Atingido uma órbita mais baixa do que o planejado, vôo final do Delta III 8930, Demosat.                                                                     |                         |                     |            |                                  |        |                                |                         |